# Catwalk (Schiff)
Die Catwalk ist ein ehemaliges Fahrgastschiff, das als Partyschiff genutzt wird. Mittlerweile heißt das Boot MS Catwalk und wird als Bayern 3 Partyboot genutzt.

## Geschichte
Die MS Catwalk, ehemals als Renate II bekannt, ist ein Partyboot, das auf der Donau in Bayern unterwegs ist. Das Schiff wurde 1993/94 unter der Baunummer S297 bei Theodor Hitzler Regensburg gebaut und diente bis 2008 unter dem Namen Renate II auf der Donau im Einsatz. Im Jahr 2000 war die Renate II das einzige Schiff der Personenschiffahrt Altmühltal, die von Renate Schweiger aus Kelheim betrieben wurde. Schubert gibt für die Renate II eine Länge von 45,8 Metern, eine Breite von 9,3 Metern und einen Tiefgang von 0,8 Metern an. Das Schiff, das 700 Fahrgäste befördern konnte, war damals mit zwei 300-PS-Maschinen ausgestattet.
Aufgrund der bereits bestehenden Namensgleichheit mit einem anderen Schiff, Renate, die für den Personenschiffsverkehr Josef Schweiger in Kelheim fuhr, erhielt die Renate II den Namenszusatz „II“. Beide Schiffe waren offensichtlich nach Renate Schweiger benannt, der Tochter des Ehepaars Rosa und Josef Schweiger. Im Jahr 1995/96 erfolgte ein Umbau, bei dem der Aufbau des Oberdecks in der ÖSWAG Werft in Linz verlängert wurde, wie von Schubert erwähnt.
Nach einem Verkauf wurde das Schiff erneut umgestaltet und als Partyschiff unter dem Namen „Catwalk“ in den Farben Schwarz und Silber gehalten. In einem Artikel wurde die Catwalk als „Party-Traumschiff“ bezeichnet, das zwei Regensburger Event-Manager geschaffen hätten: „Porsche-Design, Luxus-Technik, Lounges mit weißen Ledersesseln [...]“, Das „Party-Traumschiff“ konnte nunmehr 450 Gäste an Bord nehmen. Im Jahr 2012 ereignete sich in Österreich, ein tragisches Unglück, unter Alkoholeinfluss.
Erneut umgestaltet wurde das Schiff nach dem Verkauf. Das Partyschiff wurde in den Farben Schwarz und Silber gehalten. In einem Artikel wurde die Catwalk als „Party-Traumschiff“ bezeichnet, das zwei Regensburger Event-Manager geschaffen hätten: „Porsche-Design, Luxus-Technik, Lounges mit weißen Ledersesseln [...]“. Damals waren nur noch 450 Gäste an Bord zugelassen.
Ab 2014 war das Schiff in Regensburg gemeldet und gehörte der Catwalk GmbH. Seit 2022 ist die Kroneder Verwaltungs-GmbH Eigentümer des Schiffes. Unter der Bezeichnung Bayern 3 Partyboot ist die MS Catwalk auf der Donau, dem Main und dem Main-Donau-Kanal unterwegs. Nach einer zweijährigen Pause aufgrund der Corona-Krise nahm das Partyboot im Frühjahr 2022 wieder Fahrt auf. Die Tour umfasst 45 Stationen in ganz Bayern und besucht Städte wie Bamberg, Würzburg, Nürnberg, Deggendorf und Vilshofen, darunter auch UNESCO-Weltkulturerbestätten. Die Bayern 3 Partyschiff Tour ermöglicht es den Besuchern, unter freiem Himmel auf der Donau, Altmühl, Main und dem Main-Donau-Kanal zu feiern, wobei die DJs von Bayern 3 auf jeder Station präsent sind.